# Хамас
ХАМАС (араб. حماس, кириліз.: хама́с МФА: [ħaˈmaːs] ( прослухати), скорочене від араб. حركة المقاومة الإسلامية, кириліз.: Ха́ракат аль-мука́вама аль-ісламі́я, дос. «Рух ісламського опору») — ісламістський рух, заснований у 1987 році на початку першої палестинської інтифади палестинським змалечку паралізованим священнослужителем шейхом Ахмедом Ясіним за фінансової підтримки Ізраїлю для витіснення світського ФАТХ. Ідеологічно пов'язаний з єгипетськими «Братами-мусульманами» (принаймні спочатку) у поєднанні з палестинським націоналізмом. Ставить за мету звільнення Палестини від ізраїльської окупації та створення ісламської держави за законами шаріату в межах 1949—1967 років. Рух діє в Ізраїлі, на окупованих палестинських територіях.
З 1992 року має асоційоване воєнізоване крило — бригади Аль-Кассама, які ставили собі за мету завадити насильницькими методами будь-яким палестино-ізраїльським переговорам, пізніше перешкодити утворенню палестинської автономії в складі Ізраїлю. У 2006 році ХАМАС як політична партія вперше взяв участь у місцевих та парламентських виборах та отримав більшість у Палестинській законодавчій раді. Однак провладна партія ФАТХ, що була частиною Організації визволення Палестини (ОВП), відмовилася визнати результат виборів, унаслідок чого між двома сторонами спалахнув збройний конфлікт, у результаті якого Західний берег річки Йордан перейшов під повний контроль ФАТХ, тоді як Сектор Гази — ХАМАС. Відтоді ХАМАС керує палестинським анклавом фактично як автократичною та однопартійною державою.

Мапа світу з країнами, які оголосили ХАМАС терористичною організацією

ХАМАС оголошений терористичною організацією в Ізраїлі, США, Європейському союзі, Канаді та Японії, а також заборонений у Йорданії та Єгипті. Велика Британія та Австралія терористичним визнає лише воєнізоване крило ХАМАС. З іншого боку, ХАМАС не визнається терористичною організацією, зокрема ООН, ОІК, у Швейцарії, Норвегії, Бразилії, Катарі, КНР, Туреччині та ще деяких країнах, зокрема й в Україні. У грудні 2014 року Суд загальної юрисдикції (ЄС) ухвалив рішення про виключення руху ХАМАС зі списку терористичних організацій. У Туреччині ХАМАС вважають «визвольним моджахедським угрупованням».

## Програма
ХАМАС не визнає права Ізраїлю на існування. Мета ХАМАСу в короткостроковій перспективі — добитися відходу Ізраїлю з окупованих в 1967 році палестинських територій. У довгостроковій перспективі організація прагне до створення ісламської держави на території колишньої підмандатної Палестини до утворення Ізраїлю в 1948 році.
ХАМАС говорить про п'ять мільйонів палестинців, висланих, вигнаних, розкиданих по практично всіх країнах світу, що мають право повернутися на свою батьківщину, звідки їх вигнали силоміць. Ця організація виступає проти мирних домовленостей, досягнутих в Осло.
Палестинська автономія, очолювана Ясіром Арафатом і по його смерті — Махмудом Аббасом, бачить в організації ХАМАС серйозного суперника. Утім, Ясір Арафат намагався ввести ХАМАС в річище палестинського політичного життя. Арафат домагався того, щоб ХАМАС визнав очолювану ним автономію єдиною законною владою на палестинських територіях, а також припинив військові операції проти Ізраїлю. Зусилля Арафата, проте, не привели до успіху.
ХАМАС стверджує, що визнання Палестинської автономії було б рівноцінним визнанню мирних угод, підписаних в Осло. Ісламські угрупування, зокрема ХАМАС, вважають ці угоди нічим іншим, як операцією між ОВП, Ізраїлем і Сполученими Штатами, мета якої — позбутися таких угрупувань, як ХАМАС.
Рух довгий час проголошував, що на користь палестинської єдності він не буде залучений в громадянську війну з автономією.

Що стосується неприйняття існування Ізраїлю і мешкання євреїв у Палестині, то ХАМАС проводить різницю між юдеями як такими, з якими іслам пов'язує давня історія, і нинішньою окупацією.
Проблема полягає не в євреях. Ми говоримо «ласкаво просимо» євреям, які хочуть жити з нами: саме таким завжди було ставлення впродовж всієї історії ісламу. Ні, проблема полягає в тому, що на нашій землі тяжким тягарем лежить окупація. Наша проблема — саме ця окупація. Отже, наш опір законний і відповідає всім міжнародним нормам і законам.

## Діяльність
Рух ХАМАС має десятки тисяч прихильників серед палестинців. У ХАМАСу є також політичне і військове крило, число членів якого невідоме.
З одного боку, ХАМАС будує на Західному березі річки Йордан та в смузі Гази школи й лікарні, займається добродійністю і релігійною діяльністю.
З іншого боку, військове крило ХАМАСу, відоме як бригади «Іззедін Аль-Кассам», не раз здійснювало терористичні акти проти ізраїльтян.
У лютому й березні 1996 року ХАМАС зорганізував серію вибухів в автобусах, в результаті яких загинуло близько 60 ізраїльтян. Угрупування також звинувачують в організації вибухів у Єрусалимі в 1997 році, після чого мирний процес був на деякий час перерваний.
ХАМАС офіційно визнаний терористичною організацією владою США, Європейським Союзом та Ізраїлем.

## Історія

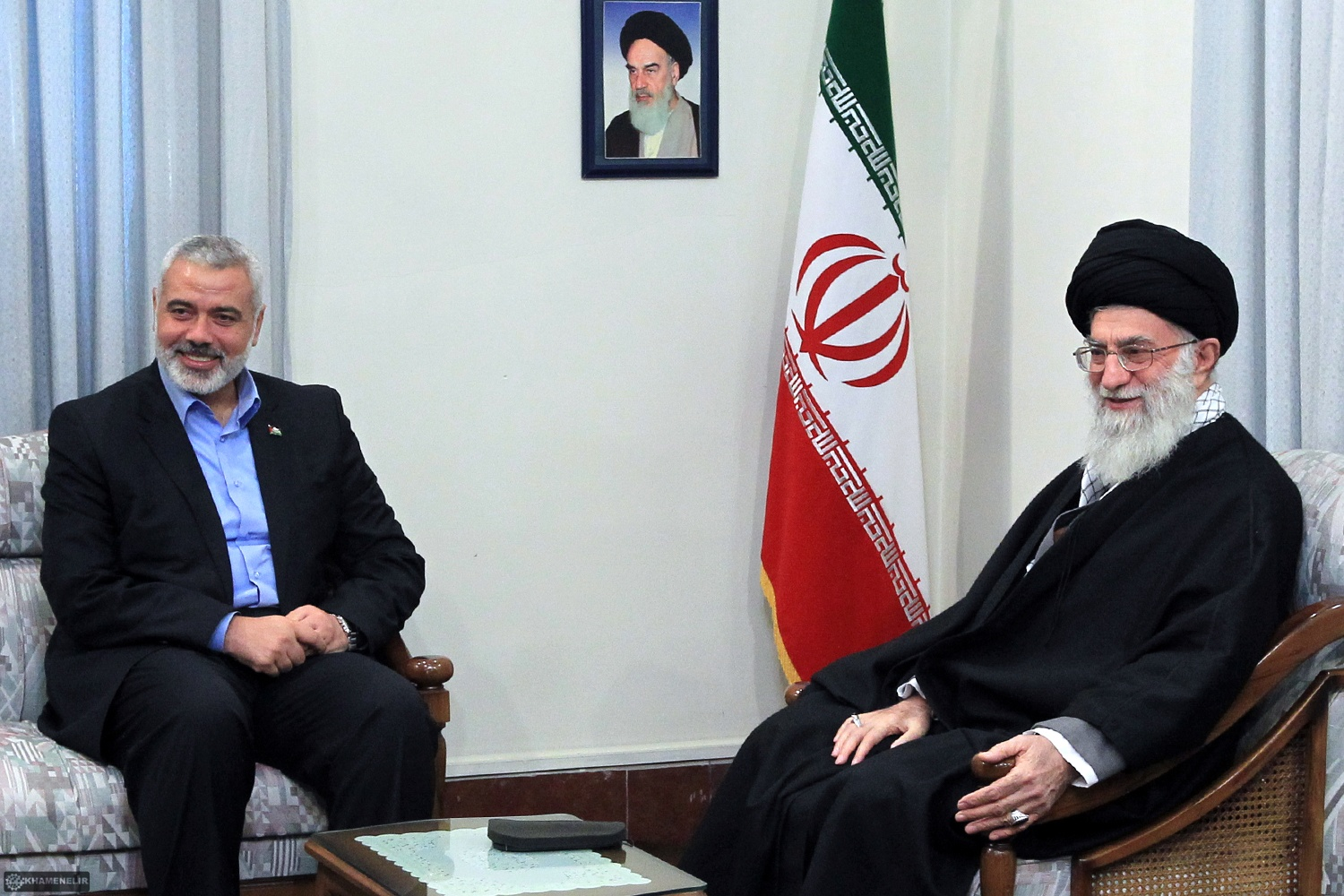
Колишній голова Хамасу Ісмаїл Ханія та верховний лідер Ірану Алі Хаменеї (2012)

За твердженнями Ясіра Арафата ХАМАС був створений за сприяння спецслужб Ізраїлю з метою протиставити його Організації визволення Палестини і дискредитації палестинського руху опору. Ізраїльська влада перший час не вживала активних заходів проти діяльності ХАМАС. На думку окремих джерел, це було пов'язано з тим, що ізраїльські достойники сподівалися за допомогою ХАМАСу послабити вплив ОВП. Проте в травні 1989 року ізраїльська поліція затримала 250 членів руху, включно з Ясином, за підозрою в убивствах і організації повстання. У жовтні 1991 року Ясин був засуджений до довічного ув'язнення.
Назва «ХАМАС», що перекладається як «старанність», одночасно є абревіатурою для «Руху ісламського опору» (Harakat al-Muqawama al-Islamiya). Рух виступає за звільнення не тільки сектора Гази та Західного берега річки Йордан, окупованих Ізраїлем у 1967 році, а й інших територій, що вважаються палестинськими. Рух ставить за мету знищення Ізраїлю й створення ісламської теократичної палестинської держави.
Засновано 14 грудня 1987 р. в місті Газа (Палестина) шейхом Ахмедом Ясином, який проголосив, що будь-якого єврея можна вважати військовим поселенцем, і наш обов'язок — убити його, звільнення всієї Палестини від моря і до Йордана — наша стратегічна мета, і немає мети святішої та важливішої. Шейх мав на увазі не всіх євреїв, а тільки ізраїльських поселенців, які будують свої поселення на землях Палестини. Як заявив шейх Ясин, після звільнення від ізраїльського панування Палестина стане центром арабського й мусульманського світу.
ХАМАС закликає до опору єврейським поселенцям в Палестині, вступає в конфронтацію з лівими діячами, що обстоюють світський шлях розвитку та з арабами, що співпрацюють з Ізраїлем.
ХАМАС створена на базі двох угрупувань, що діяли в секторі Гази (офіційно зареєстрованих як культурно-просвітницькі і добродійні асоціації): Крило братів-мусульман Західного берега річки Йордан та сектору Газа й Ісламський Джихад — Палестина.

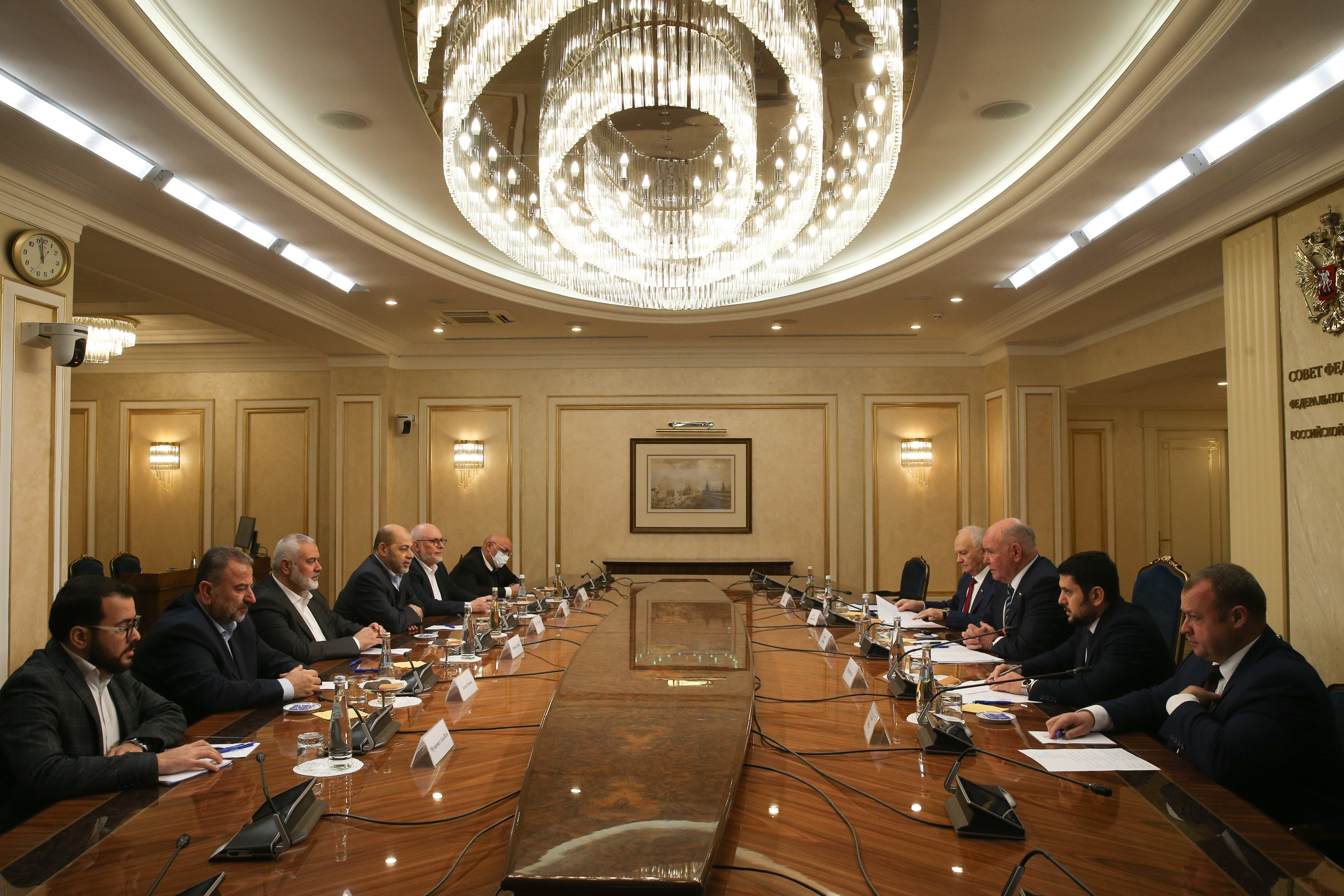
Офіційна делегація Хамасу у Москві (2022)

Обидві організації довгий час користувалися підтримкою Ізраїлю, який убачав у них противагу впливу ОВП і іншим палестинським націоналістичним, а також комуністичним організаціям.
Осідок ХАМАС розташований у Тегерані, а з 2014 році в Досі, Катар, але на відміну від організації — Джихад, що діє під контролем Ірану, ХАМАС зберігає значну самостійність у виборі стратегії й тактики боротьби.
ХАМАС має політичне і військове крила. Легальне крило — займається веденням пропаганди і вербуванням нових членів через мечеті і соціальні установи. Військове крило (Бригади Ізз ад-Дина аль-Кассама) проводить бойові операції.
Керівним органом руху є консультативна рада (Маджліс аль-шура), у яку входять найвідоміші лідери руху.
Після арешту в 1991 р. шейха Ахмеда Ясина, ХАМАС очолив призначений Ясином Муса Абу Марзук, що мешкав із 1974 року в США, де займався збором коштів для організації — Братів-мусульман). Марзук провів реорганізацію, вдосконалив структуру здвигу, призначив на керівні посади молодих членів. Ним були відкриті філії ХАМАСу в США, Європі, Саудівській Аравії, Йорданії, Сирії, Лівані й Ірані.
Цілі силових операцій ХАМАС є деморалізація окупантів, дискредитація каральних органів Ізраїлю. ХАМАС вербує активістів в університетах, школах, мечетях, добродійних установах. Рух формує загони шахідів (мучеників за віру), які вірять, що загибель в ім'я ісламу — найкоротший шлях у рай.
У свій час суперечності між ХАМАСом і ОВП були настільки сильні, що рух заявив про намір убити її лідера Ясіра Арафата. У 1990-ті роки ХАМАС відмовився від цього плану, що вможливило діалог руху з ОВП, а потім і укладання між ними перемир'я: дві організації узяли взаємні зобов'язання не знищувати членів і прихильників одна одної.
Наприкінці 1995 р. на перемовинах ХАМАСу і ОВП в Каїрі виявилися розбіжності між лідерами ХАМАС, що перебувають у Газі, з одного боку, і закордонними центрами руху (Тегеран, Бейрут, Пакистан, Амман) з іншого. Газівців почали називати прагматиками, їхніх опонентів — екстремістами.
До початку в серпні 2000 р. ХАМАС прагнув брати участь у діяльності Палестинської Національної Адміністрації (ПНА), створеної завдяки мирній угоді ОВП і Ізраїлю в 1993-му. Водночас він дистанціювався від ПНА, оскільки не визнавав плану мирного врегулювання палестино-ізраїльського конфлікту. Фінансування організації здійснюється з боку Ірану, Йорданії, Судану, країн Перської затоки. Сумарний щорічний бюджет руху становить 30 млн доларів США. Третина цієї суми надходить від прихильників ХАМАС, що живуть у США і Європі.
У 2006 році ХАМАС переміг на виборах до Палестинської законодавчої ради. Це спричинило конфлікт з рухом ФАТХ. Внаслідок боїв що відбувався в Секторі Газа між 10 та 15 червня 2007 року, бойовики ХАМАС взяли під свій контроль Сектор Гази та усунули посадовців ФАТХ. Результатом битви став розпуск уряду єдності та фактичний поділ палестинських територій на два утворення: Західний берег, яким керує Палестинська національна адміністрація, й Сектор Гази, яким керує ХАМАС.
У 2017 році Ісмаїла Ганія замінив на чолі ХАМАСу Яхья Сінвар.
20 травня 2021 року в місті Наблус у Палестинській автономії ізраїльськими військовими було заарештовано Алаа Хамідана, одного з керівників ХАМАСу. Хамідан входив до парламентського списку «Аль-Кудс», що представляє інтереси ХАМАСу в Палестинській адміністрації. Недавно ХАМАС почав війну проти Ізраїлю, яка на цей момент вважається першою війною в Ізраїлі за 50 років.

## Пропаганда
Свою ідеологію ХАМАС пропагує через телеканал «Аль-Акса». Франція заборонила його трансляцію через супутник Eutelsat, що їй належить, оскільки мовлення цього мас-медіа спрямоване на розпалення расової ненависті до євреїв. Рішення Франції було підтримане Європейською комісією.

## Виноски
1. ↑  Khaled Mashal reportedly becomes Hamas leader after Sinwar’s death
2. ↑  Hamas, Hezbollah, Djihad islamique : qui sont ces mouvements ennemis d’Israël ? — Paris: Bayard Presse, 2023. — ISSN 0242-6056
3. ↑  https://nypost.com/2021/05/12/hamas-official-tells-people-to-cut-off-the-heads-of-jews-report/
4. ↑  The Gaza Strip: Who's in charge?
5. ↑  «Посутньо, іслам для ХАМАСа завжди був не стільки політичною ідеологією, скільки інструментом мобілізації у війні за національне визволення» (Олів'е Руа)  [Архівовано 28 січня 2012 у Wayback Machine.]
6. ↑  Chellaney, Brahma (21 листопада 2023). Israel's historical role in the rise of Hamas. The Japan Times (англ.). Процитовано 15 червня 2024.
7. ↑  Sayedahmed, Mehdi Hasan, Dina (19 лютого 2018). Blowback: How Israel Went From Helping Create Hamas to Bombing It. The Intercept (амер.). Процитовано 15 червня 2024.
8. ↑  Reuters (19 січня 2024). EU's Borrell says Israel financed creation of Gaza rulers Hamas. reuters.com (англ.).
9. ↑  ХАМАС: що це за радикальний рух і хто його підтримує. dw.com (укр.). 09.10.2023. Процитовано 2 листопада 2023.
10. ↑  Хто такі ХАМАС: угруповання, яке обстрілює Ізраїль й керує сектором Газа. BBC News Україна (укр.). Процитовано 2 листопада 2023.
11. ↑  В Україні пропонують визнати ХАМАС терористичною організацією. Мілітарний (укр.). Процитовано 2 листопада 2023.
12. ↑  The Court annuls, on procedural grounds, the Council measures maintaining Hamas on the European list of terrorist organisations
13. ↑  Ердоган заявив, що не вважає ХАМАС терористичною організацією. espreso.tv (укр.). Процитовано 2 листопада 2023.
14. ↑  ХАМАС: взрывы и благотворительность. news.bbc.co.uk (рос.). 8 червня 2001. Процитовано 2 листопада 2023.
15. ↑  Какова сегодня политическая программа ХАМАС?. Сеть Вольтер (рос.). 26 січня 2006. Процитовано 2 листопада 2023.
16. ↑  Arafat: Hamas Are Sharon's Children. archives.globalresearch.ca. 21 грудня 2001. Процитовано 2 листопада 2023.
17. ↑  Gwen Ackerman. Muslim Fundamentalist Leader Goes on Trial. — The Associated Press, 06.01.1991
18. ↑  Alan Cowell. Spoilers of Mideast Peace / Militant Hamas rebels are secretive, ruthless. — The San Francisco Chronicle, 20.10.1994
19. ↑  Michael Theodoulou. New Attacks Feared after Defiant Vow by Hamas. — The Times, 22.08.1995
20. ↑  Hamas Founder Gets Life In Prison After Plea Bargain. — The Jerusalem Post, 17.10.1991
21. ↑  Black, Ian; Tran, Mark; Urquart, Conal (15 червня 2007). Hamas takes control of Gaza. The Guardian (брит.). ISSN 0261-3077. Процитовано 2 листопада 2023.
22. ↑  Ізраїль затримав одного з ватажків ХАМАСу. espreso.tv (укр.). Процитовано 21 травня 2021.
23. ↑  На території палестинської автономії затримано лідера ХАМАСу. РБК-Украина (рос.). Процитовано 21 травня 2021.
24. ↑  Европейская Комиссия поддержала запрет ХАМАС-ТВ (рос.). Архів оригіналу за 24 червня 2010. Процитовано 23 серпня 2014. [Архівовано 2010-06-24 у Wayback Machine.]